# Ospedale San Raffaele
L'Istituto scientifico universitario San Raffaele, meglio conosciuto con il nome di ospedale San Raffaele (HSR), è una struttura ospedaliera privata che sorge a cavallo dei comuni di Segrate e Milano. Fino al 10 maggio 2012 era di proprietà della Fondazione Centro San Raffaele del Monte Tabor. Dall'11 maggio 2012 le attività sanitarie e di ricerca che facevano capo alla Fondazione sono state trasferite alla "Ospedale San Raffaele s.r.l.", controllata da Velca S.p.A. L'ospedale, accreditato nel 1999 come istituto di ricovero e cura a carattere scientifico (IRCCS), fu fondato nel 1969 da don Luigi Maria Verzé, che ne è stato presidente fino al luglio 2011. Da maggio 2012 è diventato parte del Gruppo Ospedaliero San Donato.
L'ospedale si estende su un'area di 300 000 m² nei pressi di Cascina Gobba e dell'Olgettina, sul confine tra Milano e Milano 2 a Segrate, mentre un suo distaccamento è situato nel quartiere milanese di Turro (San Raffaele Turro).

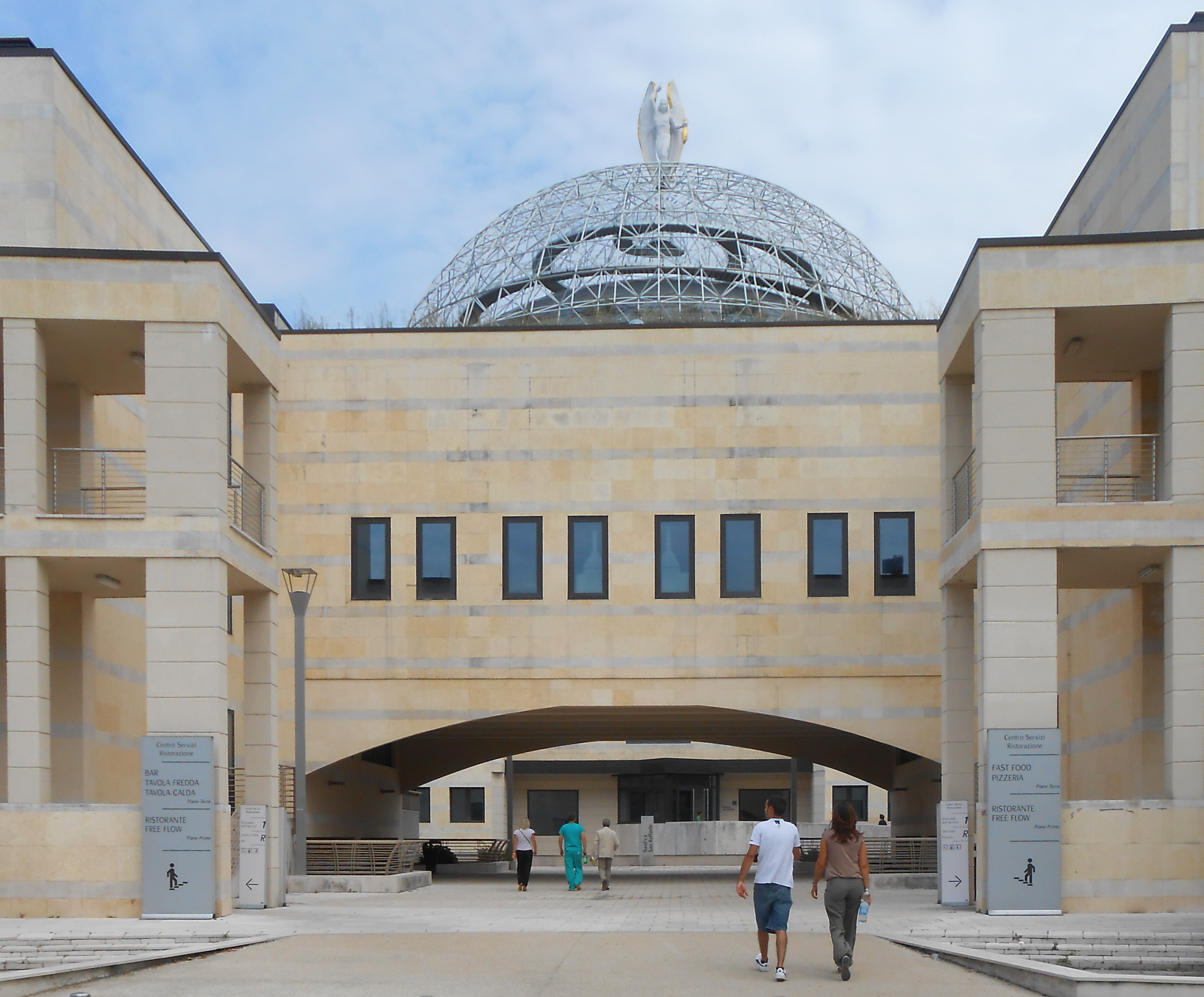
OSR, Basilica e Centro Servizi

L'Ospedale San Raffaele è sede della Facoltà di Medicina e Chirurgia e della Facoltà di Psicologia dell'Università Vita-Salute San Raffaele.

## Storia
La costruzione dell'ospedale San Raffaele venne richiesta espressamente nel 1950 dall'allora arcivescovo di Milano Alfredo Ildefonso Schuster, che incaricò don Luigi Maria Verzé di costruire un ospedale cristiano. Con questo scopo venne fondato nel 1958 il "Centro assistenza ospedaliera San Romanello", che elaborò un progetto di nosocomio, pronto due anni dopo. I finanziatori principali dell'opera furono la famiglia Bassetti e il conte Leonardo Bonzi, che mise a disposizione il terreno per l'edificazione della struttura. Secondo alcuni, Luigi Verzé (nel frattempo interdetto dalla Curia milanese il 26 agosto 1964 con "la proibizione di esercitare il Sacro ministero") avrebbe potuto acquistare l'area del conte Bonzi grazie a un finanziamento statale di 600 milioni di lire, ottenuto attraverso i suoi contatti con i leader della DC romana.
Bisogna però aspettare il 24 ottobre 1969 per la posa della prima pietra, che avvenne a Segrate; l'anno successivo l'ospedale in costruzione viene conferito alla neonata Fondazione Centro San Raffaele del Monte Tabor. La struttura venne inaugurata il 31 ottobre 1971.

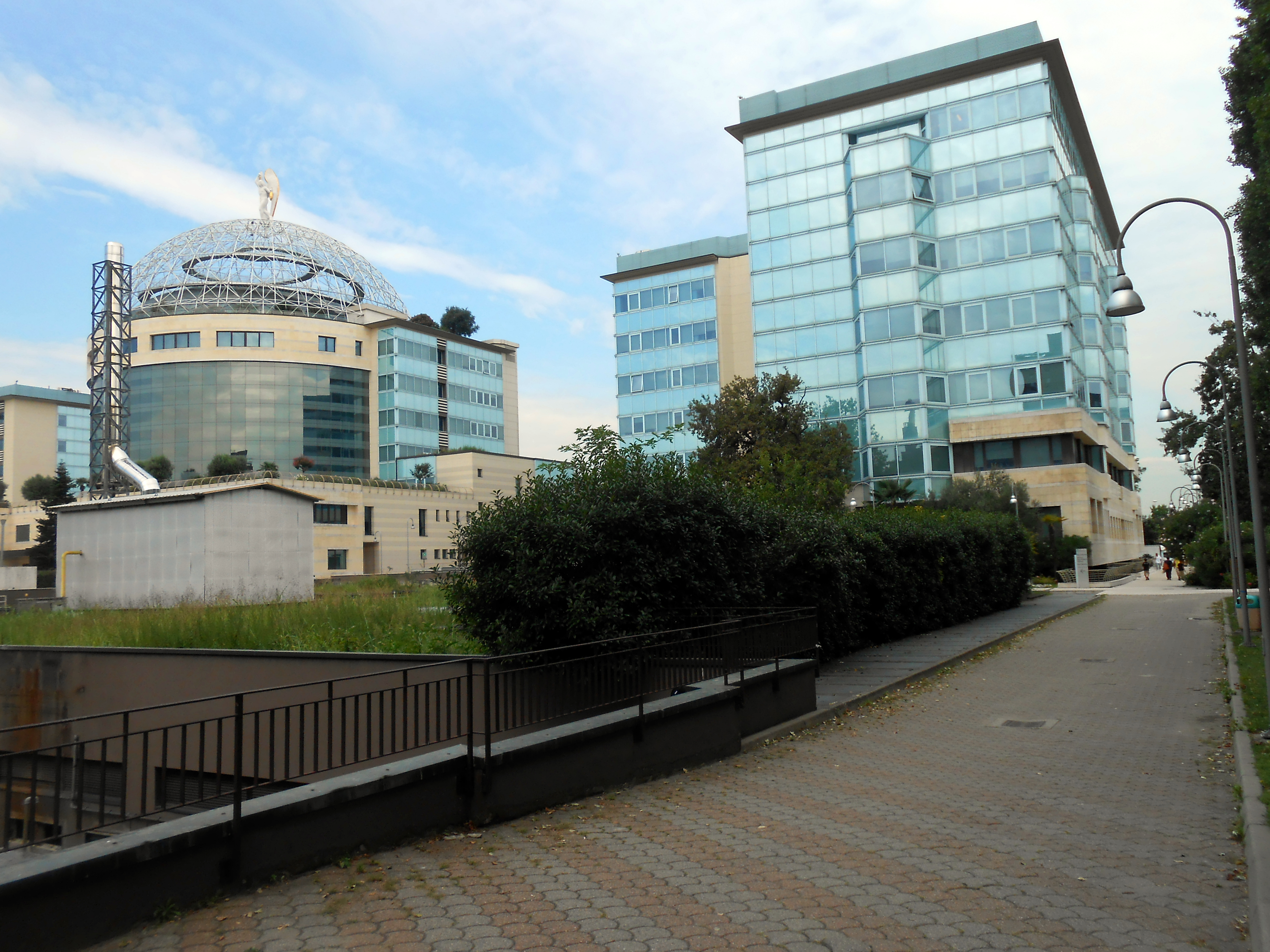
Panoramica della Basilica e della Palazzina S. Gabriele (Dibit 2)

Le vicende di Verzé si incrociano presto con quelle di Silvio Berlusconi, all'epoca imprenditore e proprietario di Edilnord, dato che l'ex sacerdote aveva acquistato un terreno di 46 000 metri quadri - con l'idea di costruire quello che sarebbe poi diventato il "San Raffaele" - vicino all'area che sarebbe poi diventata "Milano 2", il complesso residenziale realizzato da Berlusconi.
Il problema di allora era il transito su quell'area degli aerei in partenza dall'aeroporto di Milano-Linate, "così, nel 1971 inoltrarono, assieme, una petizione al Ministro dei trasporti al fine di salvaguardare la tranquillità degli abitanti di Milano 2 e i ricoverati del san Raffaele". Tuttavia la modifica delle rotte, accordata dal Ministero, creò problemi di rumore ai comuni limitrofi; "la questione delle rotte si trascinerà per qualche anno, tra direttive serrate, proteste, irregolarità e comitati antirumore [...] la direttiva Civilavia del 30 agosto 1973, a seguito dell'incontro di marzo scontenta tutti, eccetto, naturalmente, Edilnord e San Raffaele". Il 13 marzo 1973 si incontrano infatti comitati dei cittadini e funzionari del ministero, ma le carte topografiche di riferimento risultano pesantemente manomesse: Pioltello e Segrate rispecchiano la cartografia del 1848 mentre Milano 2, terminata al 25%, risulta completata.
Negli anni '70 si sviluppa anche la prospettiva scientifica di ricerca dell'HSR: nel 1973 vennero edificati laboratori per la ricerca e venne firmata con l'Università degli Studi di Milano un'intesa di collaborazione, che si tradusse nel 1980 con l'apertura del Polo Universitario di Medicina e Chirurgia. Nel marzo 1976 Verzé è stato condannato dal tribunale di Milano a un anno e quattro mesi di reclusione per tentata corruzione in relazione alla convenzione con la facoltà di medicina dell'università statale di Milano e la concessione di un contributo di due miliardi di lire da parte della Regione Lombardia.
Negli anni ottanta proseguì l'espansione dell'ospedale: iniziò la costruzione del DiMeR (Dipartimento di Medicina Riabilitativa), il Dipartimento di Scienze Neuropsichiche presso la sede di Ville Turro, il centro per l'assistenza ai malati di AIDS. Seguirono negli anni novanta il Dipartimento di Biotecnologie (DiBit) e l'istituzione dell'Università Vita-Salute San Raffaele.
Nel 1999 l'Istituto di ricovero e cura a carattere scientifico San Raffaele venne accreditato dalla Regione Lombardia.
Nel 2000 Verzé sostenne che, a causa di pressioni del mondo politico e degli ambienti finanziari di Roma, fu «costretto» a vendere la succursale romana dell'Ospedale San Raffaele «a un prezzo irrisorio» all'imprenditore romano Antonio Angelucci, il quale, soltanto pochi mesi più tardi lo rivendette allo Stato, suscitando scandalo sui media e numerose interrogazioni parlamentari.
Nel maggio 2003 viene inaugurata la nuova area di accettazione, con la Galleria delle Botteghe: per la prima volta in Italia una galleria commerciale si trova a operare all'interno di un ospedale.
Nel 2004 sono partiti i lavori per il raddoppio della struttura, con nuovi spazi per la ricerca, per la didattica, per l'accesso al Pronto Soccorso, per l'alloggio dei parenti e per il Dipartimento materno-infantile (Diamante).
Nel marzo 2006 è stata inaugurata la prima parte del nuovo dipartimento di ricerca DiBit 2 ed è stata posata la prima pietra per la costruzione del Dipartimento materno-infantile.
Nel marzo 2008 è stata posata sulla sommità della cupola del nuovo DiBit 2 una statua raffigurante l'Arcangelo Raffaele, uno dei simboli dell'istituto.
Il 10 gennaio 2012 il Gruppo San Donato si aggiudica l'ospedale per 405 milioni di euro. L'11 maggio 2012 le attività sanitarie e di ricerca che facevano capo alla Fondazione sono state trasferite alla Ospedale San Raffaele S.r.l. controllata da Velca S.p.A.
Nell'ottobre 2018 viene eseguito per la prima volta in Europa un intervento in utero con tecnica microchirurgica per la correzione di una malformazione congenita del sistema nervoso centrale (Spina bifida). Il 22 settembre 2020 il prof. Pietro Mortini, direttore dell'Unità Operativa di Neurochirurgia, esegue il primo intervento al mondo per la rimozione di un tumore cerebrale mediante l’uso di un microscopio robotizzato (Robotiscopio).
Nel 2025 la Medicina Nucleare ha avviato il primo studio clinico al mondo di fase 1 relativo al radiotracciante Oncocaix per il carcinoma renale a cellule chiare.
Sempre nel 2025 è stato aperto il primo ambulatorio italiano per il diabete raro non autoimmune di bambini e adolescenti, quali leprecaunismo, la sindrome di Wolfram e altre patologie genetiche o sindromiche.

## Struttura

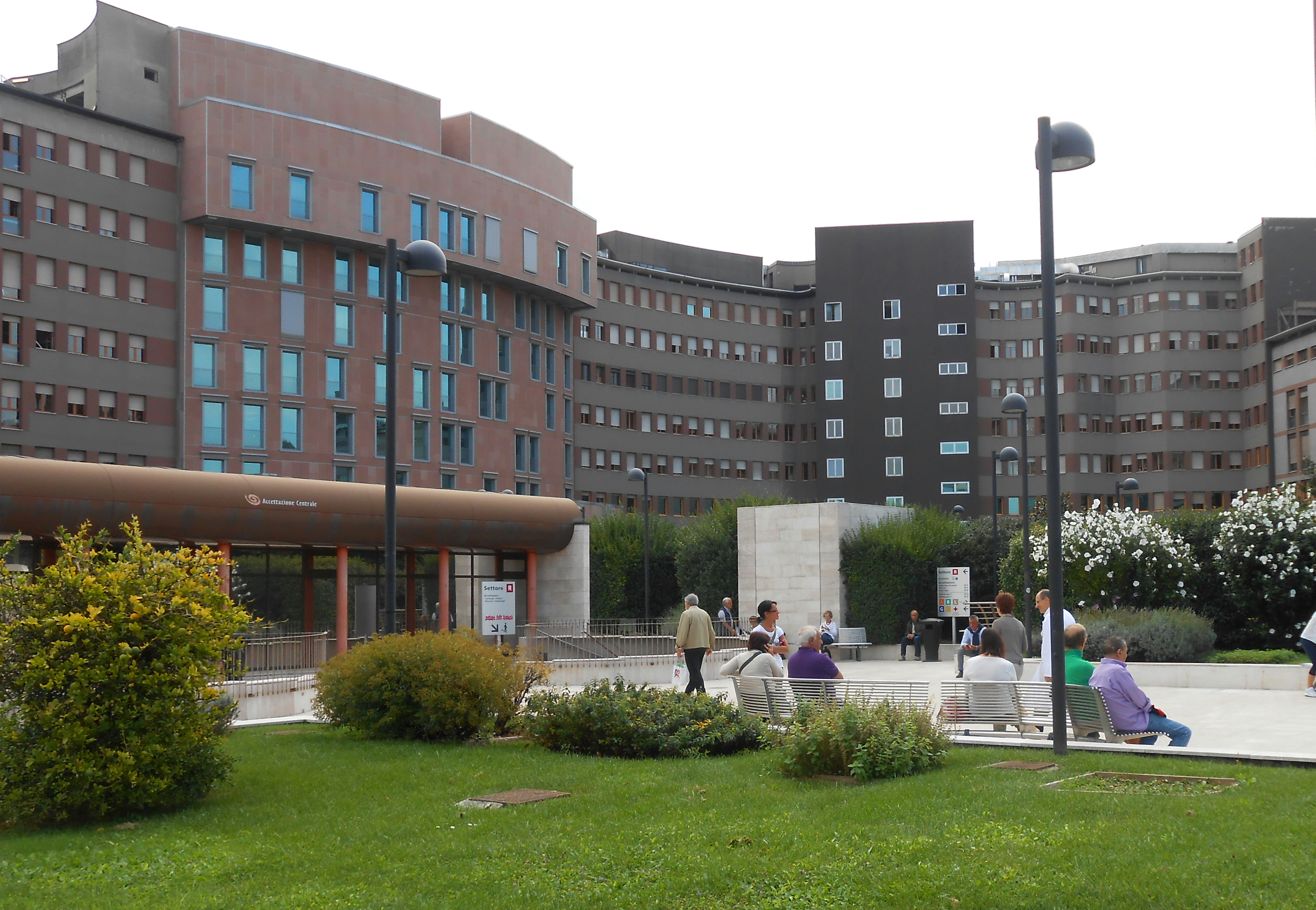
Settori dell'Ospedale (C-D) e ingresso dell'"Accettazione Centrale" (Settore R)

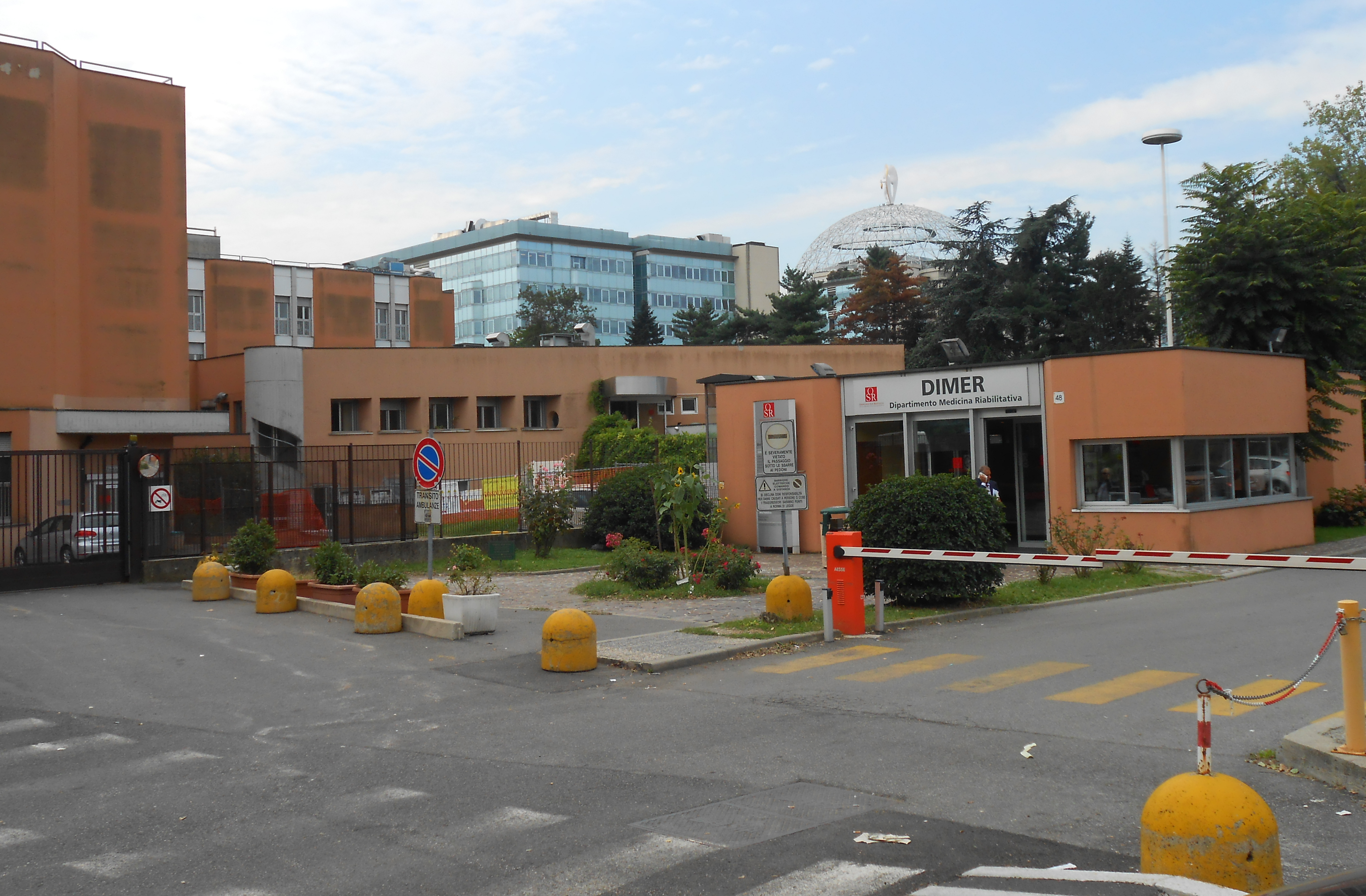
Ingresso al DiMeR dell'OSR

La capienza totale è di 1 350 posti letto e vi lavorano 16 922 persone.

### Sede centrale
L'OSR è diviso in diversi settori:
- Settore A
- Settore B
- Settore C
- Settore Iceberg (Polo chirurgico e delle urgenze)
- Settore D
- Settore G (Ambulatori)
- Settore Q
- Settore R (Accettazione Centrale, Radiologia, Endoscopia)
- DiMeR (Dipartimento di Medicina Riabilitativa)

### Distaccamenti
- San Raffaele Turro (SRT) - Centro San Luigi: dipartimento di Neuroscienze Cliniche e Malattie Infettive.
- HSR Resnati
- Punti RAF: Poliambulatorio privato del San Raffaele dove coesistono diverse specialità (cardiologia, urologia, medicina del lavoro, psichiatria, ortopedia, psicologia, etc.)

## Dipartimenti e Unità Operative

### Dipartimento Cardio-Toraco-Vascolare
- Emodinamica (Settore Q, piano -1)
- Unità Terapia Intensiva Coronarica (Settore Q, piano -1)
- Unità Terapia Intensiva Cardio-Toraco-Vascolare (Settore Q, piano -1)
- Cardiologia (Settore Q, piano 2)
- Cardiochirurgia (Settore Q, piano 3)
- Chirurgia Toracica (Settore Q, piano 3)
- Aritmologia (Settore Q, piano 4)
- Chirurgia Vascolare (Settore Q, piano 4)
- Recupero e Rieducazione Funzionale (Dimer, piano 3)
- Fisiopatologia respiratoria (Settore Q, piano 0)

### Dipartimento di Chirurgia Generale e Specialistica
- Chirurgia Gastroenterologica (Settore I, piano 5)
- Chirurgia Bariatrica (Settore I, piano 5)
- Chirurgia dei Trapianti (Settore C, piano 1)
- Chirurgia Pancreatica (Settore I, piano 5)
- Chirurgia Epato-Biliare (Settore I, piano 5)
- Chirurgia d'Urgenza (Settore I, piano 4)
- Chirurgia Generale Ricostruttiva (Settore B, piano 2)
- Chirurgia Endocrina (Settore B, piano 2)
- Ortopedia e Traumatologia (Settore I, piano 3)
- Chirurgia Protesica Mininvasiva e Robotica di Anca e Ginocchio (Settore C, piano 1)
- Terapia Intensiva Generale (Settore I, piano 1)
- Day Hospital Chirurgia (Settore D, piano 1)
- Chirurgia Coloproctologica e Malattie infiammatorie intestinali (Settore Q, piano 5)

### Dipartimento Distretto Testa-Collo
- Neurochirurgia (Settore I, piano 2)
- Terapia Intensiva Neurochirurgica (Settore I, piano 1)
- Oculistica (Settore A, piano 6)
- Otorinolaringoiatria (Settore I, piano 4)

### Dipartimento di Malattie Infettive (San Raffaele Turro)
- Malattie Infettive - Reparto (Centro San Luigi, piani 1-2)
- Malattie Infettive - Day Hospital (Centro San Luigi, piano 3)

### Dipartimento Materno-Infantile
- Pediatria - Reparto (Settore C, piano 2)
- Pediatria - Day Hospital (Settore D, piano 3)
- Neonatologia e Patologia Neonatale (Settore D, piano 7)
- Pediatria - Ambulatori (Settore G, piano -1)
- Ginecologia e Ostetricia - Reparto Ginecologia (Settore C, piano 6)
- Ginecologia e Ostetricia - Reparto Ostetricia (Settore C, piano 7)
- Ginecologia e Ostetricia - Sale Parto (Settore D, piano 7)
- Ginecologia e Ostetricia - Centro Scienze della Natalità (Dibit 1, piano –1)
- Ginecologia e Ostetricia - Ambulatori (Settore B, piano -1)

### Dipartimento di Medicina Interna
- Medicina Interna - Cure Avanzate (Settore C, piano 4)
- Medicina Interna - Immunologia (Settore C, piano 4)
- Medicina Interna - Nefrologia (Settore C, piano 4)
- Medicina Interna - Day Hospital (Settore D, piano 4)
- Medicina interna - Endocrinologia (Settore C, piano 1)

### Dipartimento Neurologico
- Neurologia - Stroke Unit (Dimer, piano 1)
- Neurologia - Acuti (Dimer, piano 1)
- Neurologia - Riabilitazione (Settore A, piano 3-4)
- Neurologia - Servizio di Neurofisiologia (Settore B, piano -1)

### Dipartimento di Neuroscienze Cliniche (San Raffaele Turro)
- Neurologia SRT
- Centro del Sonno
- Psichiatria
- Psicologia Clinica

### Dipartimento di Oncologia Medica
- Oncologia Medica - Reparto Medicina dei Tumori Onco-ematologici (Settore Q, piano 1)
- Oncologia Medica - Reparto Medicina dei Tumori Solidi (Settore C, piano 1)
- Oncologia Medica - Day Hospital "Linea Arianna" (Settore A/B, piano 1)
- Oncologia Medica - Ambulatori (Settore B, piano -2, Settore Q, piano 1)

### Dipartimento di Ematologia
- Ematologia - Unità Trapianto di Midollo Osseo (Settore D, piano 2)
- Ematologia - Day Hospital (Settore Q, piano 2)
- Ematologia - Ambulatori (Settore Q, piano -1)
- Ematologia - Centro Trasfusionale (Dibit 2, piano 1)

### Dipartimento di Diagnostica per Immagini
- Medicina Nucleare (Settore C, piano -2)
- Neuroradiologia (Settore C, piano -2)
- Radiologia OSR (Settore R, piano -2)
- Radiologia SRT (San Raffaele Turro)
- Advanced Imaging for Personalized Medicine (DIMER, piano -2)

### Dipartimento Urologico
- Urologia OSR (Settore Q, piano 5)
- Urologia SRT (San Raffaele Turro)

### Dipartimento Emergenza e Urgenza
- Pronto Soccorso (Settore I, piano 0)

### Altre Unità Operative e Servizi
- Anatomia e Istologia Patologica (Dibit 2)
- Medicina di Laboratorio (Dibit 2)
- Centro Donazioni Sangue (Dibit 2, piano 1)
- Dermatologia (Settore B, piano 1)
- Odontoiatria (Dimer, piano -1)
- Reparti Solventi (Settore Q, piani 1-6-7 - Settore D, piani 5-6 - Settore I, piano 6-7)
- Servizio Dialisi (Settore B, piano -1, Settore C, piano -1)
- Servizio di Radioterapia (Settore B, piano -2)
- Servizio di Endoscopia Digestiva (Settore R, piano -2)

## Collegamenti
L'ospedale è collegato alla fermata Cascina Gobba M2 attraverso un people mover, dalle linee automobilistiche interurbane 923 (Aeroporto di Linate - Osp. San Raffaele) e 925 (Cascina Gobba M2 - Milano 2). La "metro leggera" entra nel centro del complesso ospedaliero e staziona presso il "Centro Servizi".

## Premi e riconoscimenti
Nella World's Best Hospital, classifica annuale dei migliori ospedali del mondo stilata da Newsweek, è risultato il terzo ospedale in Italia e il 54° fra i 2.400 ospedali di 30 Paesi monitorati nell'analisi.